# Brasher Falls-Winthrop
Brasher Falls-Winthrop és una concentració de població designada pel cens dels Estats Units a l'estat de Nova York. Segons el cens del 2000 tenia 1.140 habitants.

## Demografia
Segons el cens del 2000, Brasher Falls-Winthrop tenia 1.140 habitants, 498 habitatges, i 305 famílies. La densitat de població era de 98,7 habitants/km².
Dels 498 habitatges en un 26,1% hi vivien nens de menys de 18 anys, en un 46,2% hi vivien parelles casades, en un 9,6% dones solteres, i en un 38,6% no eren unitats familiars. En el 34,3% dels habitatges hi vivien persones soles el 19,7% de les quals corresponia a persones de 65 anys o més que vivien soles. El nombre mitjà de persones vivint en cada habitatge era de 2,27 i el nombre mitjà de persones que vivien en cada família era de 2,9.
Per edats la població es repartia de la següent manera: un 23,4% tenia menys de 18 anys, un 7,7% entre 18 i 24, un 24,9% entre 25 i 44, un 23,9% de 45 a 60 i un 20,1% 65 anys o més.
L'edat mediana era de 41 anys. Per cada 100 dones de 18 o més anys hi havia 89 homes.
La renda mediana per habitatge era de 30.505 $ i la renda mediana per família de 45.179 $. Els homes tenien una renda mediana de 45.230 $ mentre que les dones 23.421 $. La renda per capita de la població era de 18.263 $. Entorn del 3,7% de les famílies i el 9,3% de la població estaven per davall del llindar de pobresa.